# Nagging (пісня)
«Nagging» (кор. 잔소리, латиніз. Jansori) — пісня, записана південнокорейськими співаками IU та Ім Силоном з гурту 2AM. Поп-балада, написана Кім Іною та складена Лі Мін Су, була використана як одна з музичних пісень другого сезону вар'єте-шоу We Got Married, разом із «We Fell in Love» Джо Квона (2AM) та Ґаин.
Пісня була випущена 3 червня 2010 року та була перевидана під назвою «Ko Go To» (яп. コ・ゴ・ト) 14 грудня 2011 року як частина першого японського мініальбому I□U (2011).

## Сприйняття
Пісня мала комерційний успіх у Південній Кореї. Сингл дебютував на дванадцятому місці в Gaon Digital Chart і наступного тижня піднявся на перше місце, де залишався протягом трьох тижнів.

## Трек-лист
| Цифрове завантаження | Цифрове завантаження                      | Цифрове завантаження | Цифрове завантаження | Цифрове завантаження |
| #                    | Назва                                     | Автор слів           | Автор музики         | Тривалість           |
| -------------------- | ----------------------------------------- | -------------------- | -------------------- | -------------------- |
| 1.                   | «Nagging» (кор. 잔소리, латиніз. Jansori) | Кім Іна              | Лі Мінсо             | 3:33                 |
| 2.                   | «Rain Drop»                               | G. Gorilla           | G. Gorilla           | 3:47                 |
| 7:20                 |                                           |                      |                      |                      |

## Нагороди і номінації
| Рік  | Нагорода                     | Категорія                | Результат |
| ---- | ---------------------------- | ------------------------ | --------- |
| 2010 | Cyworld Digital Music Awards | Song of the Month – June | Перемога  |
| 2010 | 25th Golden Disc Awards      | Digital Music Bonsang    | Перемога  |
| 2010 | 2010 Mnet Asian Music Awards | Best Collaboration       | Номінація |

| Шоу             | Дата           |
| --------------- | -------------- |
| SBS Inkigayo    | 27 червня 2010 |
| KBS2 Music Bank | 2 липня 2010   |